# Stefan Rakowitz
Stefan Rakowitz (Oberwart, 3 aprile 1990) è un calciatore austriaco, centrocampista dell'Oberwart.

## Caratteristiche tecniche
È un mediano.

## Carriera
Ha esordito il 6 dicembre 2009 con la maglia dell'Hartberg in occasione del match di Fußball-Regionalliga vinto 3-1 contro il Klagenfurter AC.

## Statistiche

### Presenze e reti nei club
Statistiche aggiornate al 14 agosto 2018.
| Stagione               | Squadra                | Campionato             | Campionato | Campionato | Coppe nazionali | Coppe nazionali | Coppe nazionali | Coppe continentali | Coppe continentali | Coppe continentali | Altre coppe | Altre coppe | Altre coppe | Totale | Totale | Totale |
| Stagione               | Squadra                | Comp                   | Pres       | Reti       | Comp            | Pres            | Reti            | Comp               | Pres               | Reti               | Comp        | Pres        | Reti        | Pres   | Reti   |        |
| ---------------------- | ---------------------- | ---------------------- | ---------- | ---------- | --------------- | --------------- | --------------- | ------------------ | ------------------ | ------------------ | ----------- | ----------- | ----------- | ------ | ------ | ------ |
| 2008-2009              | Hartberg               | RL                     | 25         | 5          | CA              | 0               | 0               |                    | -                  | -                  |             | -           | -           | 25     | 5      |        |
| 2009-2010              | Hartberg               | 1L                     | 23         | 1          | CA              | 0               | 0               |                    | -                  | -                  |             | -           | -           | 23     | 1      |        |
| 2010-2011              | Hartberg               | 1L                     | 26         | 4          | CA              | 2               | 2               |                    | -                  | -                  |             | -           | -           | 28     | 6      |        |
| 2011-2012              | Hartberg               | 1L                     | 23+1       | 2+0        | CA              | 3               | 1               |                    | -                  | -                  |             | -           | -           | 27     | 3      |        |
| Totale Hartberg        | Totale Hartberg        | Totale Hartberg        | 100        | 12         |                 | 5               | 3               |                    | -                  | -                  |             | -           | -           | 105    | 15     |        |
| 2012-2013              | Wiener Neustadt        | BL                     | 30         | 3          | CA              | 1               | 0               |                    | -                  | -                  |             | -           | -           | 31     | 3      |        |
| 2013-2014              | Wiener Neustadt        | BL                     | 14         | 1          | CA              | 0               | 0               |                    | -                  | -                  |             | -           | -           | 14     | 1      |        |
| 2014-2015              | Ritzing                | RL                     | 25         | 9          | CA              | 2               | 1               |                    | -                  | -                  |             | -           | -           | 27     | 10     |        |
| 2015-2016              | Horn                   | RL                     | 23         | 12         | CA              | 2               | 1               |                    | -                  | -                  |             | -           | -           | 25     | 13     |        |
| 2016-2017              | Wiener Neustadt        | 1L                     | 24         | 8          | CA              | 0               | 0               |                    | -                  | -                  |             | -           | -           | 24     | 8      |        |
| Totale Wiener Neustadt | Totale Wiener Neustadt | Totale Wiener Neustadt | 68         | 12         |                 | 1               | 0               |                    | -                  | -                  |             | -           | -           | 69     | 12     |        |
| 2017-2018              | Wacker Innsbruck       | 1L                     | 31         | 8          | CA              | 2               | 0               |                    | -                  | -                  |             | -           | -           | 33     | 8      |        |
| 2018-2019              | Wacker Innsbruck       | BL                     | 3          | 0          | CA              | 1               | 2               |                    | -                  | -                  |             | -           | -           | 4      | 2      |        |
| Totale carriera        | Totale carriera        | Totale carriera        | 249        | 53         |                 | 14              | 7               |                    | -                  | -                  |             | -           | -           | 263    | 60     |        |